# Gustavo Nápoles
Gustavo Nápoles Montéon (ur. 11 maja 1973 w Monterrey) – były meksykański piłkarz występujący najczęściej na pozycji napastnika.